# Submillimeter Wave Astronomy Satellite
Submillimeter Wave Astronomy Satellite (SWAS) ist ein Weltraumteleskop, das im Submillimeterbereich Spektren der interstellaren Materie gewinnt. Ziel von SWAS ist die Untersuchung der chemischen Zusammensetzung und des Zustands von interstellaren Gaswolken in Sternentstehungsgebieten unserer Milchstraße.

## Aufbau
SWAS verfügt über ein relativ kleines Teleskop mit einem elliptischen Hauptspiegel von 71 × 55 cm Größe. Durch Beobachtung von Molekülen wie Wasser und molekularem Sauerstoff konnten dennoch Ergebnisse erreicht werden die mit großen bodengebundenen Radioteleskopen nicht erzielt werden können, da diese durch die Erdatmosphäre behindert werden. Konstruktionsbedingt beobachtet SWAS ausschließlich folgende Spektrallinien:
- Wasser (H2O) bei 556.936 GHz
- molekularen Sauerstoff (O2) bei 487.249 GHz
- neutralen Kohlenstoff (CI) bei 492.161 GHz
- das Kohlenmonoxid-Isotop (13CO) bei 550.927 GHz und
- das Wasser-Isotop (H218O) bei 548.676 GHz.

Die räumliche Auflösung ist etwa 4 Bogenminuten. SWAS ist ein Small Explorer Projekt der NASA unter Mitarbeit amerikanischer Forschungsinstitute und der Universität Köln.

## Start
Der Start erfolgte mit einer flugzeuggestützten Pegasus-XL-Rakete. Das Trägerflugzeug vom Typ L-1011 hob am 5. Dezember 1998 um 23:58 UTC von der Vandenberg Air Force Base in Kalifornien ab und klinkte die Rakete eine Stunde später über dem Pazifik in der Point Arguello Western Air Drop Zone aus. Nach Ortszeit war noch der 5. Dezember, nach UTC bereits der 6. Dezember. Ein Startversuch zwei Tage zuvor war wegen Softwareproblemen im Abwurfgebiet abgebrochen worden.

## Deep Impact Messkampagne
Zur Schonung wurde SWAS am 21. Juli 2004 abgeschaltet. Der Satellit wurde am 5. Juni 2005 reaktiviert, um den Kometen Tempel 1 zu beobachten, auf dem am 4. Juli ein Teil der Raumsonde Deep Impact einschlug. Die Beobachtungen wurden bis zum 1. September 2005 fortgesetzt. Entgegen den Erwartungen enthielt die freigesetzte Materie kaum Wasserdampf.